# Monlaur-Bernet
Monlaur-Bernet (gaskognisch: Montlaur e Vernet) ist eine französische Gemeinde mit 162 Einwohnern (Stand 1. Januar 2022) im Département Gers in der Region Okzitanien (bis 2015 Midi-Pyrénées); sie gehört zum Arrondissement Mirande und zum Gemeindeverband Val de Gers. Die Bewohner nennen sich Montlauraisais/aises.

## Geografie
Monlaur-Bernet liegt rund 20 Kilometer südöstlich von Mirande und 34 Kilometer südsüdwestlich von Auch ganz im Süden des Départements Gers an der Grenze zum Département Hautes-Pyrénées. Die Gemeinde besteht aus Weilern, zahlreichen Streusiedlungen und Einzelgehöften.
Nachbargemeinden sind Chélan im Norden, Nordosten, Osten und Südosten, Peyret-Saint-André (im Département Hautes-Pyrénées) im Süden, Larroque (im Département Hautes-Pyrénées) im Südwesten, Ponsan-Soubiran im Westen sowie Aujan-Mournède im Nordwesten.

## Bevölkerungsentwicklung
| Jahr                                                                                               | 1793 | 1800 | 1821 | 1831 | 1962 | 1968 | 1975 | 1982 | 1990 | 1999 | 2006 | 2011 | 2016 |
| Einwohner                                                                                          | 558  | 434  | 554  | 611  | 296  | 263  | 246  | 205  | 189  | 161  | 158  | 192  | 157  |
| Quellen: Cassini, Monlaur Cassini, Bernet und INSEE; 1793 bis 1821 bereits heutiges Gemeindegebiet |      |      |      |      |      |      |      |      |      |      |      |      |      |